# Matatiasz Calahora
Matatiasz Calahora (Kalahora, Caliora, Califari) (zm. 1663) – lekarz i aptekarz krakowski, wnuk dr. Salomona Calahorry. Spalony żywcem po brutalnych torturach za rzekomą obrazę Matki Boskiej.

## Życiorys
Matatiasz Calahora urodził się w Krakowie w rodzinie żydowskiej, jego ojcem był kupiec Izrael, a dziadkiem Salomon Calahorra, lekarz nadworny króla Zygmunta Augusta i Stefana Batorego.
Calahora prowadził aptekę w mieście żydowskim, Kazimierzu. Zaopatrywał w leki całe miasto i szpital żydowski. Na mocy porozumienia z komisją dobroczynności gminy żydowskiej dostarczał leki biednym Żydom oraz leczył chorych w miejscowym szpitalu (przytulisku). W zamian za to gmina wypłacała mu roczną pensję w wysokości 100 złotych oraz korzystał z zupełnej wolności podatkowej.
Praktykę lekarską prowadził także wśród chrześcijan, m.in. był lekarzem w kilku klasztorach, w tym dominikanów.
Przyjaźnił się z ks. Serwacym Hebellim, włoskim kaznodzieją z kościoła św. Wojciecha. Doszło między nimi do zatargu. Hebelli oskarżył Calahorę o obrazę Matki Boskiej. Jednym ze świadków był ochrzczony Żyd Hieronim Rubikowski, który sądził się z Matatiaszem o spadek.
Calahora został uwięziony i skazany wyrokiem krakowskiego sądu grodzkiego na publiczne a wyszukane męki a potem na spalenie żywcem na rynku krakowskim.
Dzięki staraniom i koneksjom rodziny, sprawę Calahory drogą apelacji rozpatrywał 13 grudnia 1663 Trybunał Koronny w Piotrkowie, który nie tylko podtrzymał krakowski wyrok ale i dołożył nowych tortur. Wyrok wykonano 14 grudnia 1663, a po spaleniu ciała popioły nabito w armatę i wystrzelono. Część popiołów Calahory krakowscy Żydzi pochowali na cmentarzu przy ulicy Szerokiej w Kazimierzu.